# Platges d'Amarelle i La Isla
Les platges d'Amarelle i La Isla es troben en el concejo asturià de Cuaña i pertany a la localitat de Medal. La platja de Amarelle té forma de petxina, una longitud d'uns 50 metres i una amplària mitjana d'uns 15-20 metres i les sorres són grises de gra mitjà i té molt poca assistència. El seu entorn és rural i amb un baix grau d'urbanització. L'accés per als vianants és d'uns cinc-cents metres de longitud però molt complicats i difícils de recórrer. La platja no disposa de cap servei i les activitats més recomanades són la pesca esportiva i la submarina.
Per arribar a la platja cal partir des del poble de Medal en direcció a la costa i trobarà una densa arbereda que cal creuar.
Si es va en vehicle, aquest és el punt on ha d'aparcar-se. A continuació han de fer-se uns 500 m per arribar a un camí de traçat molt vertical i que va a mig vessant cap al mar. És molt convenient realitzar aquesta baixada de forma prudent, prenent les precaucions necessàries per no ensopegar i rodar pel vessant. Des d'aquest camí es veu l'illot Illones ple de centenars de gavines. En l'altre extrem de la platja "La Isla", que en realitat és un pedrer; mentrestant, a l'esquerra de l'illot està, molt amagada, la platja d'Amarelle.
També es pot arribar a aquestes platges per un altre accés molt més perillós i difícil pel que no es recomana accedir a través d'ell. Entre les recomanacions més importants està la de no baixar pel camí inclinat si està humit doncs és molt relliscós. La platja no disposa de cap servei i l'activitat més recomanada és la de la pesca recreativa amb canya. Per la part superior de la platja passa la senda costanera E-9 que va des de Viavélez a Ortiguera.